# Yucatánråtta
Yucatánråtta (Otonyctomys hatti) är ett däggdjur i familjen hamsterartade gnagare och den enda arten i sitt släkte.

## Beskrivning
Djuret liknar den centralamerikanska aftonråttan (som tillhör samma tribus) i utseende men har en rödare päls. Kroppslängden (huvud och bål) är 10 till 12 cm, svanslängden 10 till 13 cm och vikten ligger vid 30 gram. Förutom den rödbruna ryggen har arten ljusbruna kroppssidor och en vitaktig buk. Även i skallens konstruktion skiljer sig Yucatánråttan från sin närmaste släkting.
Utbredningsområdet sträcker sig över Yucatánhalvön, alltså östra Mexiko, norra Guatemala och norra Belize. Djuret vistas i olika slags skogar.
Levnadssättet är inte bra utrett. Arten äter frön och frukter och vistas i träd och buskar. Individer i fångenskap var främst aktiva på natten.
Yucatánråttan är sällsynt men IUCN ser inga större hot mot arten och listar den som livskraftig (LC).